# Donji Lučani
Donji Lučani es un pueblo ubicado en la municipalidad de Kakanj, en el cantón de Zenica-Doboj, Bosnia y Herzegovina.

## Superficie
Posee una superficie de 2,26 kilómetros cuadrados.

## Demografía
Hasta 1991 la población era de 114 habitantes.